# 斯韋亞鎮區 (明尼蘇達州基特遜縣)
斯韋亞鎮區（英語：Svea Township）是位於美國明尼蘇達州基特遜縣的一個行政鎮區。

## 歷史
斯韋亞鎮區於1884年設立，得名自瑞典的女性化身與國家的愛國主義象徵斯韦母亲（Moder Svea）。

## 地方資料
斯韋亞鎮區的面積為92.72平方千米，當中陸地面積為92.70平方千米，而水域面積為0.02平方千米。根據2020年美國人口普查的數據，當地共有人口35人，而人口密度為每平方千米0.38人。